# Texas

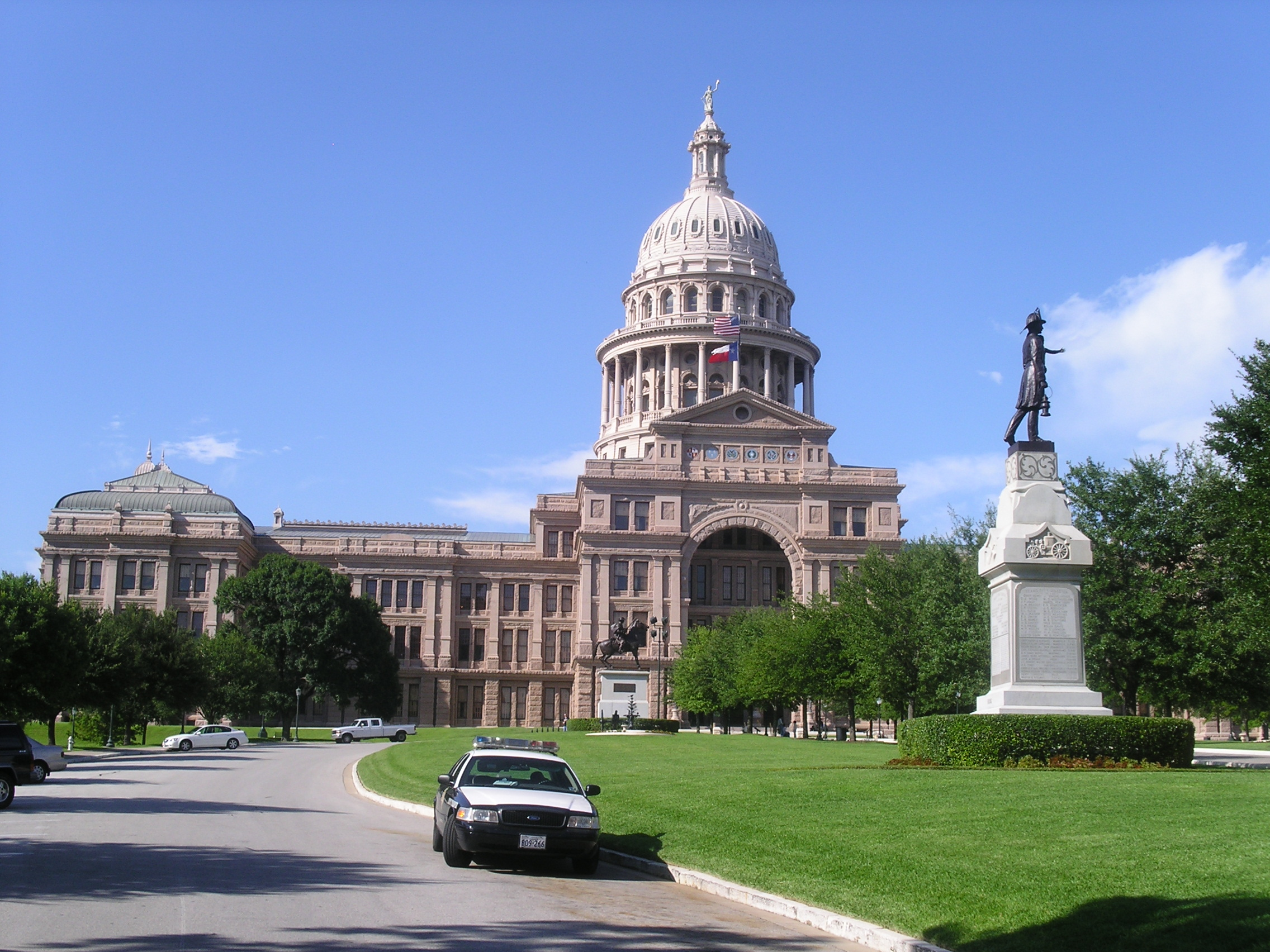
Budova kapitolu v Austinu

Texas (anglická výslovnost  [ˈtɛksəs]IPA, oficiálně State of Texas, španělsky též Tejas) je stát nacházející se na jihu Spojených států amerických, v oblasti západních jižních států v jižním regionu USA. Texas hraničí na východě s Louisianou, na severovýchodě s Arkansasem, na severu s Oklahomou, na západě s Novým Mexikem a na jihozápadě a jihu s mexickými státy Chihuahua, Coahuila, Nuevo León a Tamaulipas. Jihovýchodní ohraničení státu tvoří Mexický záliv.
Se svou rozlohou 696 241 km² je Texas druhým největším státem USA, v počtu obyvatel (přes 30 milionů) je rovněž druhým nejlidnatějším státem a s hodnotou hustoty zalidnění 43,8 obyvatel na km² je na 26. místě. Texas zároveň patří k americkým státům s nejvyšší mírou přírůstku obyvatel.  Hlavním městem je Austin s 890 tisíci obyvateli. Největšími městy jsou Houston s 2,2 milióny obyvatel, dále San Antonio (1,4 miliónů obyv.), Dallas (1,3 miliónů obyv.), Fort Worth (790 tisíc obyv.) a El Paso (680 tisíc obyv.). Texasu patří 591 km pobřeží Mexického zálivu. Nejvyšším bodem státu je vrchol Guadalupe Peak s nadmořskou výškou 2667 m v pohoří Guadalupe Mountains. Největšími toky jsou řeky Red, která tvoří část hranice s Oklahomou, a Rio Grande, která se vlévá do Mexického zálivu a která vytváří hranici s Mexikem.
První doložení Evropané se na území dnešního Texasu dostali v letech 1519 a 1528. Region zůstal mimo zájem evropských mocností až do 80. let 17. století, kdy vzniklo španělsko-indiánské osídlení v El Pasu a také francouzská kolonie na pobřeží Mexického zálivu, která však vydržela jen čtyři roky. Celou oblast si nárokovali Španělé v rámci místokrálovství Nové Španělsko a v reakci na francouzskou kolonizaci sousední Louisiany v první polovině 18. století se pokoušeli o osídlení Texasu, který však zůstal nadále pouze velmi řídce zalidněn. Svůj název oblast získala ze slova tejas (tj. „přátelé“ nebo „spojenci“) z indiánského jazyka caddo. V roce 1821 se Texas stal součástí samostatného Mexika, poté nastala větší kolonizace regionu. Roku 1836 byla po revoluci vyhlášena samostatná Texaská republika, kterou v roce 1845 na přání jejích obyvatel a politiků anektovaly Spojené státy. Texas se tak 29. prosince 1845 stal 28. státem USA, kterým svoji suverenitu formálně předal 19. února 1846. Za americké občanské války byl Texas v letech 1861–1865 součástí Konfederace, k Unii byl opět připojen roku 1870.

## Dějiny
Území dnešního Texasu bylo za koloniálního období součástí španělské kolonie Nové Španělsko. V letech 1821–1836 bylo toto území součástí samostatného státu Mexiko, v jehož rámci bylo území Texasu rozděleno mezi státy Coahuila y Tejas (česky Coahuila a Texas), Chihuahua, Nuevo León (česky Nový León) a Tamaulipas, a teritorium Santa Fe de Nuevo México. V reakci na mexickou ústavu z roku 1835, kdy v Mexiku vládl prezident Antonio López de Santa Anna, kterou se Mexiko stalo unitárním státem, vyhlásili Texasané 2. března 1836 svoji nezávislost jako Texaská republika. Původně tato republika zahrnovala jen asi třetinu území dnešního Texasu, brzy si však začala vedle zbytku území dnešního Texasu nárokovat veškerá mexická území na levém břehu řeky Rio Grande, tvořící okrajová území mexických států Chihuahua, Coahuila, Nuevo León a Tamaulipas, a teritorií Alta California (česky Horní Kalifornie) a Santa Fe de Nuevo México. Od roku 1837 se Texas snažil stát součástí Spojených států, ty však jeho přidružení nejprve odmítaly. Po vítězství Jamese K. Polka v prezidentských volbách roku 1844 se situace změnila a Texas se stal součástí USA od 29. prosince 1845 jako 28. členský stát Unie. Vítězství USA v mexicko-americké válce, která probíhala v letech 1846–1848, tento stav potvrdilo. Dnešní velikosti nabyl Texas 9. září 1850, kdy na základě tzv. kompromisu roku 1850 přišel výměnou za umoření dluhu ve výši 10 milionů dolarů o část území na západě a severozápadě, které bylo rozděleno mezi nově vytvořená teritoria Nové Mexiko, Utah a o něco později vytvořená teritoria Kansas a Nebraska.

## Symboly

### Vlajka
Texaská vlajka, známá také pod jménem „Lone Star Flag“ (česky Vlajka jedné hvězdy), je tvořena listem o poměru stran 2:3 s modrým žerďovým pruhem, širokým ⅓ délky listu a se dvěma vodorovnými pruhy: bílým a červeným. Uprostřed modrého pruhu je bílá, pěticípá hvězda v pomyslné kružnici o průměru ¾ šířky modrého pruhu.

## Geografie
Texas je rozlohou druhý největší americký stát po Aljašce. Je o 10 procent větší než Francie a dvakrát tak velký jako Německo nebo Japonsko.

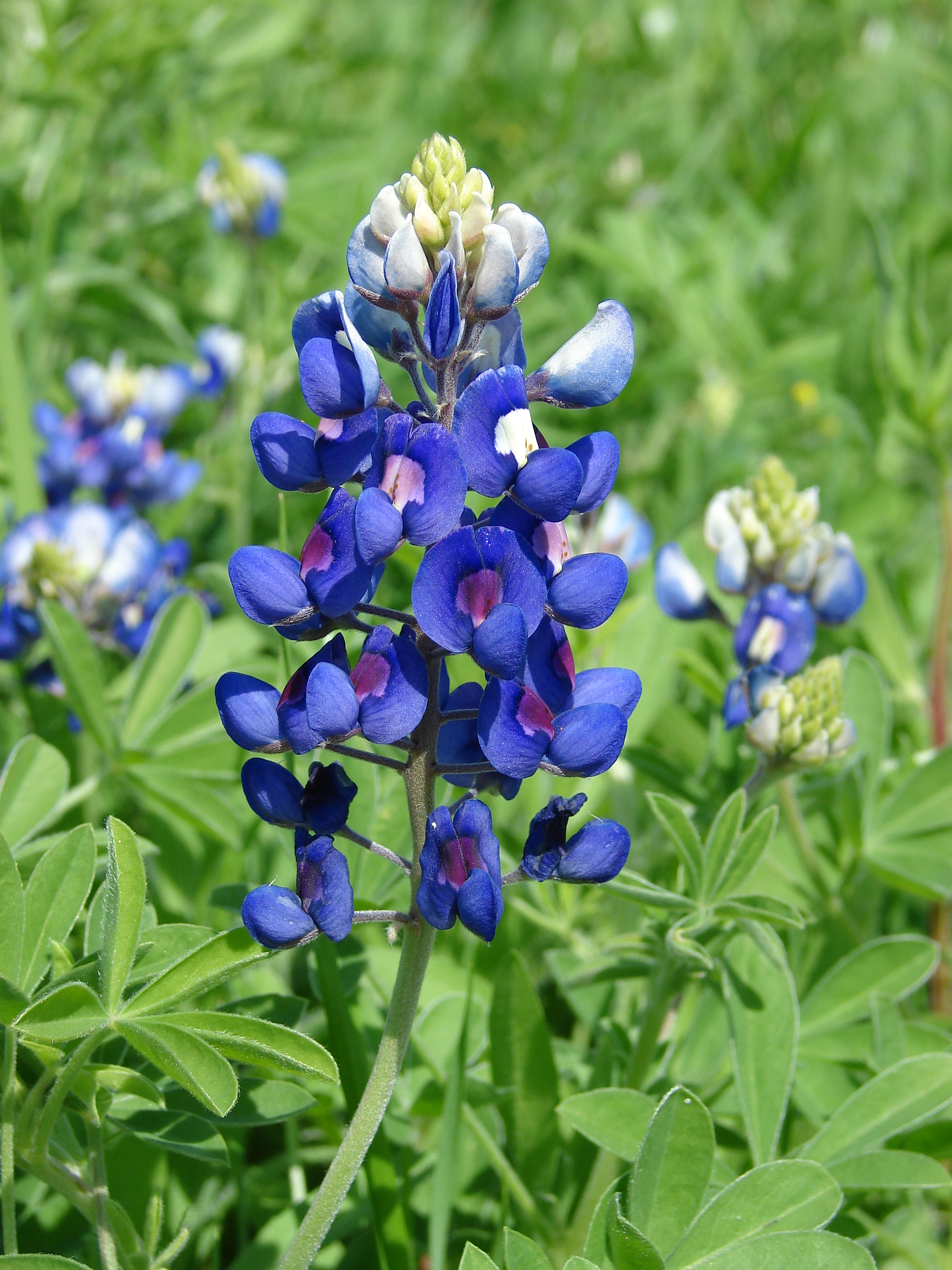
Lupinus texensis – květina státu Texas

Texas se nachází v středojižní části Spojených států. Tři z jeho hranic jsou definovány řekami. Rio Grande tvoří přirozenou hranici s mexickými státy Chihuahua, Coahuila, Nuevo León, a Tamaulipas na jihu. Red River tvoří hranici s Oklahomou a Arkansasem na severu. Sabine River je hraniční řekou s Louisianou na východě. Hranice Texas Panhandle jsou definovány zeměpisnými souřadnicemi, stát má východní hranici s Oklahomou na 100° W západní šířky, severní hranici s Oklahomou na 36°30' N severní šířky a západní hranici s Novým Mexikem na 103° W západní šířky.
Texas má 3700 potůčků a 15 větších řek. Největší řekou je Rio Grande. Dalšími většími řekami jsou Pecos, Brazos, Colorado a Red River, která lemuje hranici s Oklahomou. Texas má jen několik přirozených jezer, Texasané ale postavili kolem 100 vodních nádrží.

## Regiony a topografické celky

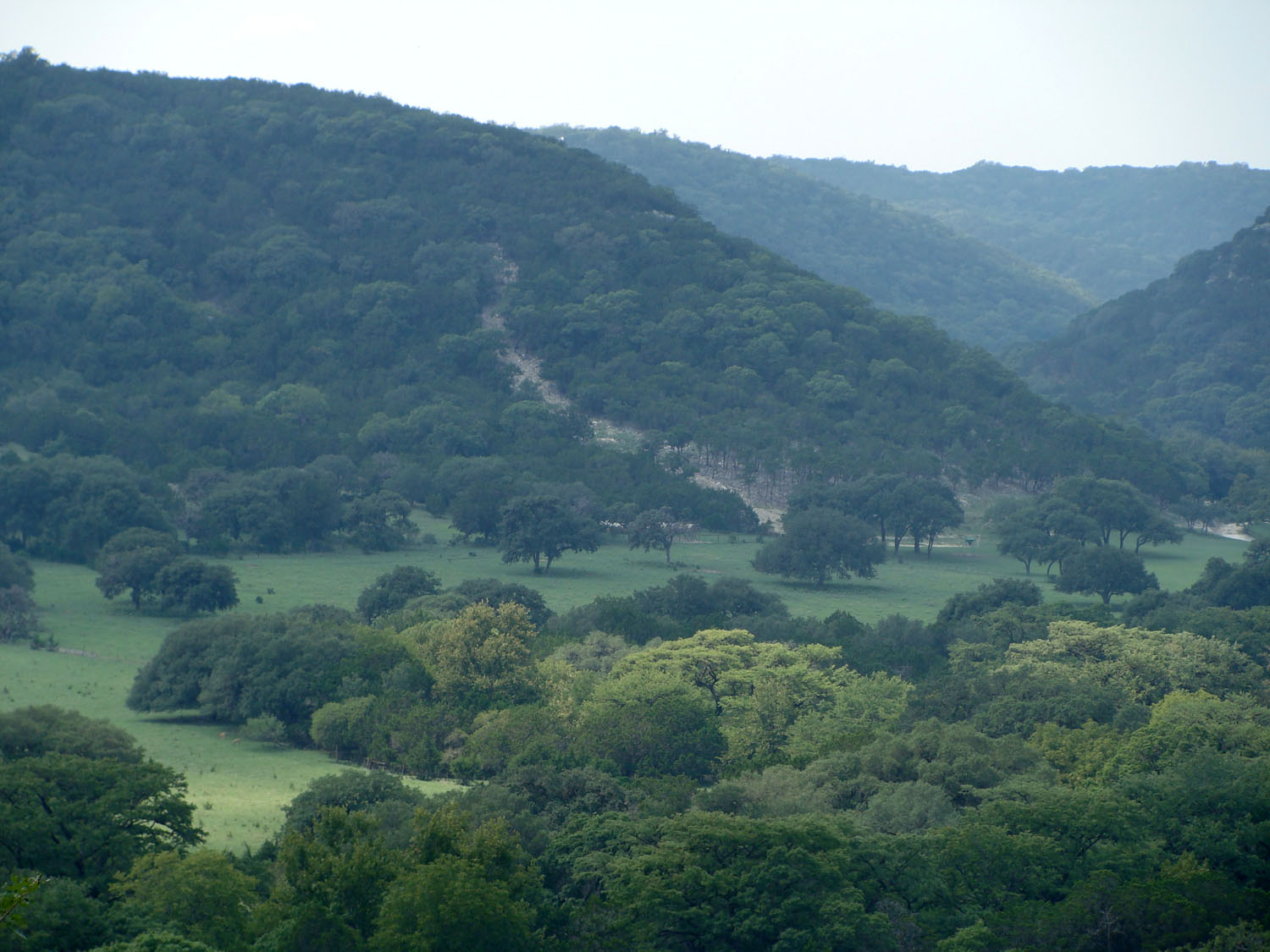
Hill Country

Texas lze rozdělit do dvaceti pěti regionů a topografických celků:
| Ark‑La‑Tex      | Big Bend             | Blackland Prairies |
| Brazos Valley   | Centrální Texas      | Pobřežní pás       |
| Cross Timbers   | Deep East Texas      | Východní Texas     |
| Edwards Plateau | Golden Triangle      | Hill Country       |
| Llano Estacado  | Severovýchodní Texas | Severní Texas      |
| Osage Plains    | Panhandle            | Permian Basin      |
| Piney Woods     | Rio Grande Valley    | Jihovýchodní Texas |
| South Plains    | Jižní Texas          | Trans-Pecos        |
| Západní Texas   |                      |                    |

## Obyvatelstvo
United States Census Bureau vyčíslil počet obyvatel Texasu k 1. červenci 2011 na 25 674 681, což je 2,1 % přírůstek od sčítání z roku 2010. Hustota obyvatel Texasu činí 34,8 obyvatel/km², tato hodnota je mírně nad průměrem hustoty USA, která je 31 obyvatel/km². Pro srovnání, Francie, která má obdobnou rozlohu, má hustotu 116 obyvatel/km².

### Rasové složení
- 70,4 % Bílí Američané
- 11,8 % Afroameričané
- 0,7 % Američtí indiáni
- 3,8 % Asijští Američané
- 0,10 % Pacifičtí ostrované
- 10,5 % Jiná rasa
- 2,7 % Dvě nebo více ras

Obyvatelé hispánského nebo latinskoamerického původu, bez ohledu na rasu, tvořili 37,6 % populace.
Obyvatelstvo Texasu je velmi různorodé. Neustále se mění kvůli přílivu obyvatel z Mexika a z Latinské Ameriky. Černoši (Afroameričané) obývají hlavně východ Texasu, Hispánci jih. Většinu hispánské populace tvoří Mexičané. Podle odhadu z roku 2005 vzrostl počet Hispánců z šesti a půl milionu (32 %) na téměř 8 milionů, což odpovídá 35,5 % obyvatelstva. Nezanedbatelný je i vysoký počet obyvatel českého původu, usídlených hlavně v úrodné černozemní oblasti v okolí města Waco ve středním Texasu. Mnozí z nich přišli do Texasu z Valašska, hlavně z oblastí Rožnovska a Frýdlantska.

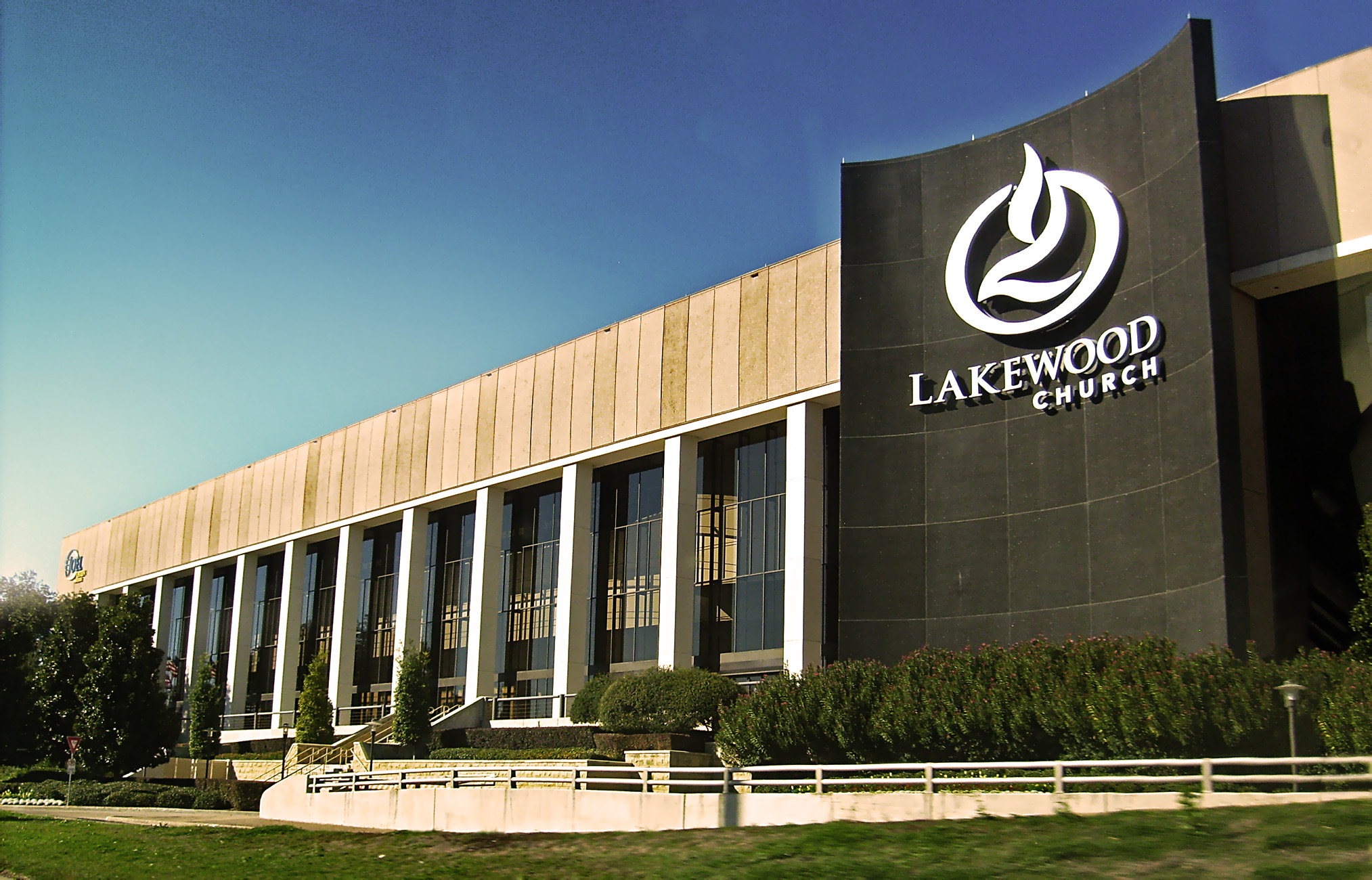
Lakewood Church v Houstonu je největší kostel v Spojených státech

Většina obyvatel se hlásí ke křesťanství. Početně dominují protestanti, kteří jsou ale roztříštěni do několika směrů, takže nejvíce členů má katolická církev, k níž se hlásí asi 28 % obyvatelstva. Nejsilnější protestantskou skupinu představují baptisté (21 %).
Zvlášť východní Texas je velmi konzervativní. Aglomerace Dallas-Fort Worth, je domovem tří významných evangelických seminářů a v oblasti se nachází množství kostelů a katedrál. Lakewood Church v Houstonu, má největší návštěvnost v celých USA, přibližně 43 000 věřících týdně. Lubbock má podle místních největší počet kostelů na počet obyvatel v celých Spojených státech.

### Významná města
Největší město je Houston, následovaný San Antoniem a Dallasem. Všechna tři města mají více než jeden milion obyvatel. Dvě třetiny Texasanů žijí v metropolitních oblastech. Aglomerace Dallas-Fort Worth Metropolitan Area je největší v Texasu. Zatímco Houston je největší město v Texasu a čtvrté největší v Spojených státech, aglomerace Dallas-Fort Worth metropolitan area je nesrovnatelně větší, než město Houston.

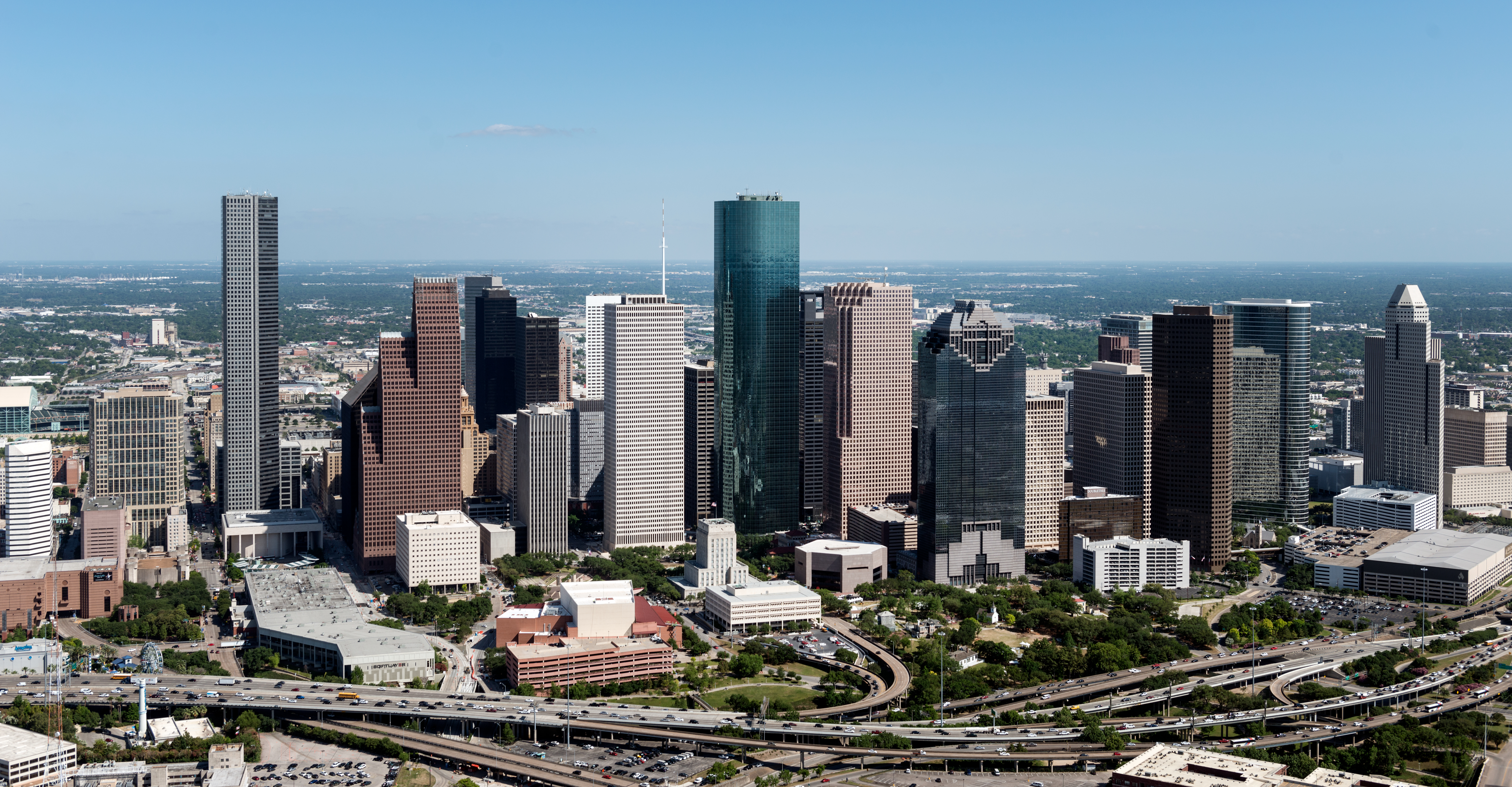
Houston

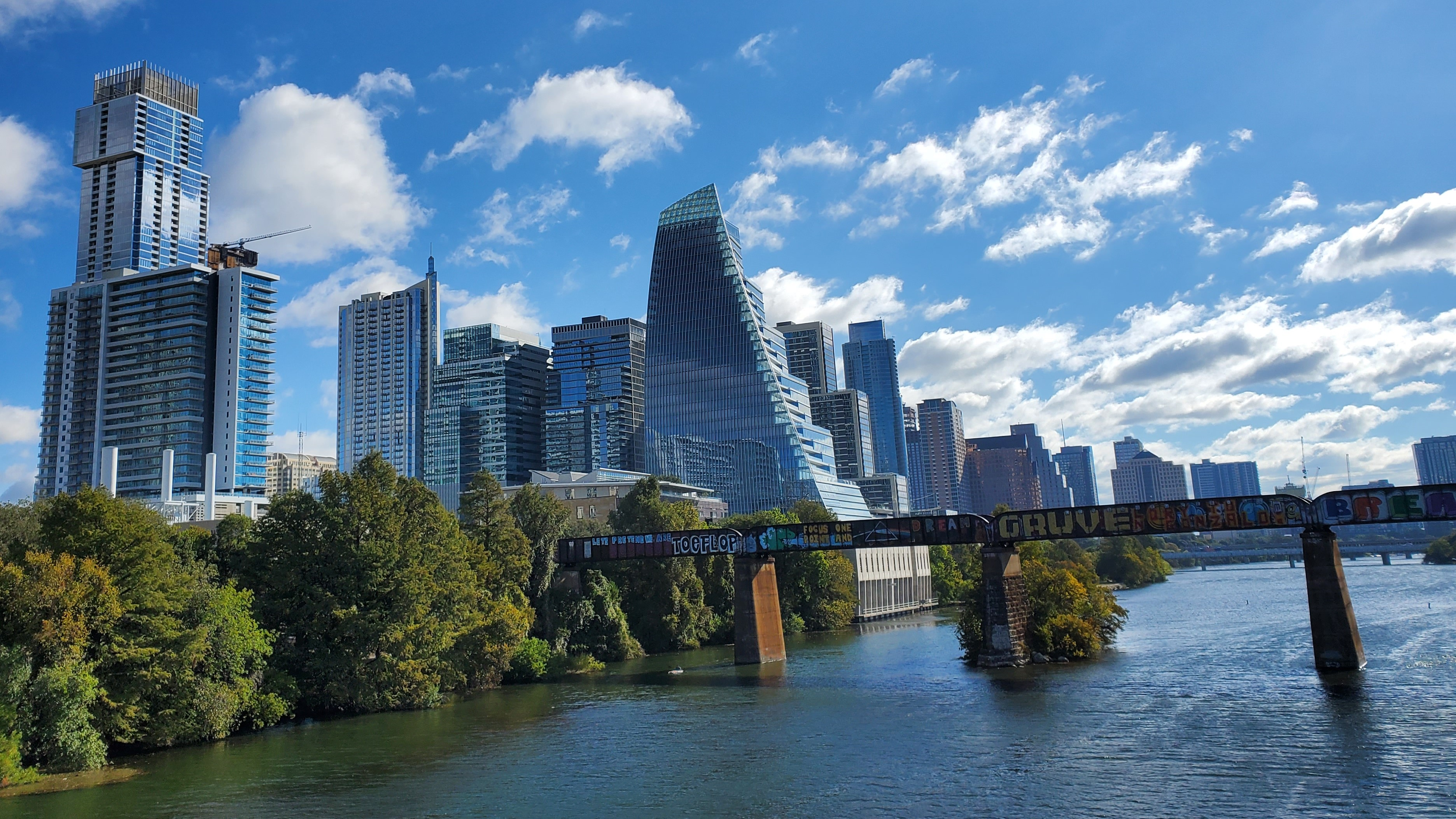
Austin

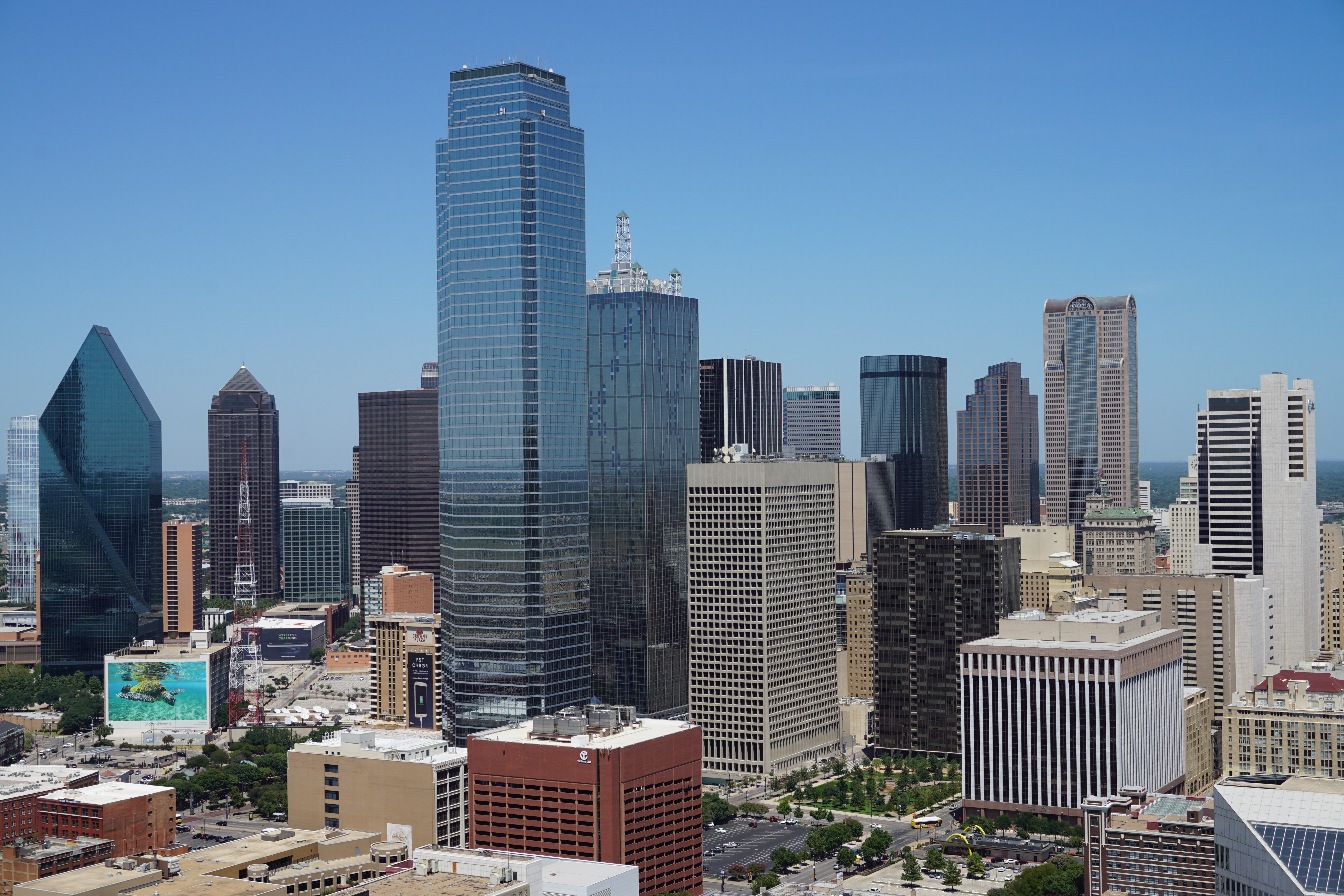
Dallas

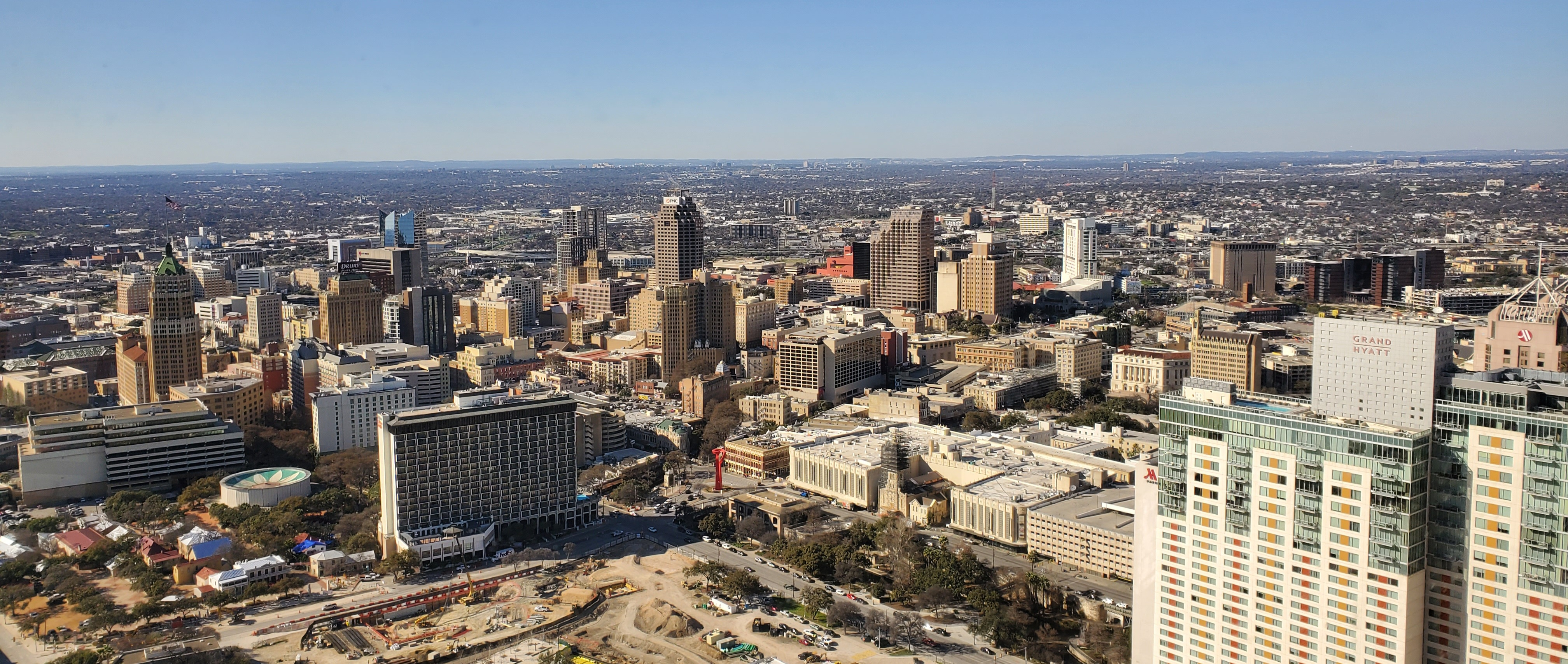
San Antonio

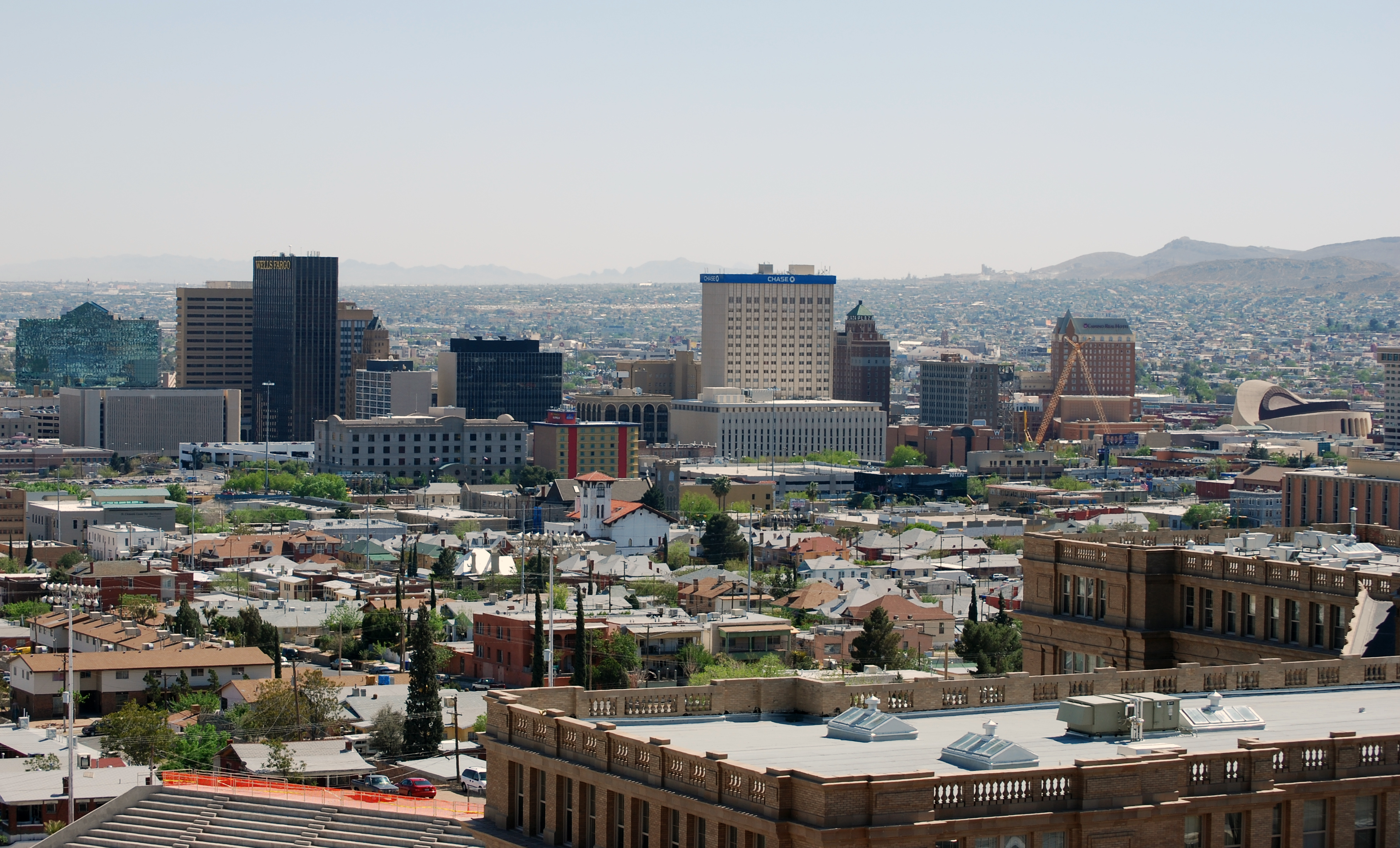
El Paso

## Ekonomika
Hospodářství Texasu je jedním z nejrychleji rostoucích v celých Spojených státech. Ekonomika státu, měřena objemem vytvořeného HDP, je patnáctá největší ekonomika světa. V červenci 2011 měl Texas nezaměstnanost na úrovni 8,4 %. Stát je známý nízkými daněmi. Podle společnosti Tax Foundation je břemeno daňového zatížení sedmé nejnižší v celých Spojených státech.
Zemědělství pořád zůstává důležitou součástí ekonomiky státu, zejména chov dobytka, pěstování obilnin a bavlny. Významným je též stavebnictví, zejména výroba cementu, vápna, drceného kameniva a soli. Rozvinutá je těžba ropy, stát ale vyrábí nejvíc větrné energie v celých Spojených státech a nachází se tu největší větrná elektrárna na světě, Roscoe Wind Farm v Roscoe.
Aglomerace Dallas-Fort Worth má největší hustotu obchodních center v celých Spojených státech.
S rozvinutým systémem vysokého školství a s podporou podnikatelských nadací jako Texas Enterprise Fund, nebo Texas Emerging Technology Fund vzniklo v státě vysoce diverzifikované odvětví informačních technologií. Území severně od Austinu je známé jako "Sillicon Hills" a území severně od Dallasu jako "Sillicon Prairie". V Texasu mají své centrály mnohé známé společnosti, jako Dell, Texas Instruments, Perrot Systems a AT&T.

## Doprava

### Silniční síť
Texasané měli v minulosti potíže dostat se z jedné části státu do druhé z důvodu velké rozlohy a drsného terénu. V roce 2005 bylo v Texasu 127 999 km veřejných silnic a dálnic (highways), 17 úseků dálnic je zpoplatněných. Celostátní dálnice I-10 a I-20, které procházejí Texasem, mají rychlostní limit 80 mil za hodinu (130 km/h), což je nejvíc v celých Spojených státech.

### Letecká doprava
Texas má víc letišť než jakýkoli jiný stát USA. Největší letiště co do rozlohy i počtu přepravených pasažérů je Fort Worth Dallas International Airport. Druhým největším letištěm je Houston George Bush Intercontinental Airport.

### Železnice
V roce 2000 měl Texas 22 540 km železničních tratí.

### Přístavy
V Texasu je 1150 velkých a malých mořských přístavů, které lemují téměř 1000 km dlouhé texaské pobřeží. Přístavy zaměstnávají kolem jednoho milionu zaměstnanců a ročně přeloží 317 milionů metrických tun zboží. S přístavy v Atlantském oceánu jsou propojeny kanály, například Gulf Intracoastal Waterway, který je součástí Intracoastal Waterway. Houstonský přístav (Port of Houston) je nejvytíženějším přístavem Spojených států v objemu překládky zahraničního zboží, na druhém místě v celkovém objemu překládky zboží a desátým největším přístavem na světě.

## Kultura
Historicky je kultura Texasu propojením jižanských, západních a jihozápadních vlivů. Fort Worth má širokou nabídku muzeí, včetně nejstaršího muzea v Texasu, muzea moderního umění, Modern Art Museum of Fort Worth. Čtvrť Deep Ellum v Dallasu byla v dvacátých a třicátých letech minulého století jedním z center jazzu a blues v USA. Austin si zvolil jméno "Hlavní město živé hudby" a podle vyjádření představitelů města hostí více živých hudebních vystoupení na obyvatele, než hudební centra jako Nashville, nebo Memphis.

## Vzdělání
Otcem texaského vzdělávacího systému je druhý prezident Texaské republiky, Mirabeau B. Lamar. Po dobu jeho funkčního období každá county v Texasu musela přidělit část území na podporu budování veřejných škol. V Texasu se nachází šest státních univerzitních systémů a čtyři nezávislé univerzity. Největšími jsou University of Texas a A&M University. Další čtyři universitní systémy jsou University of Houston, University of North Texas, University of Texas State, a Texas Tech University. Nezávislá Rice University v Houstonu je jednou z nejlepších pedagogických univerzit v celých Spojených státech a podle U.S. News and World Report je na sedmnáctém místě řebříčku nejlepších univerzit v USA.

## Sport
Americký fotbal je dlouhodobě na špici zájmu ve státě, v Texasu se ale v současnosti provozuje široká škála sportovních aktivit. Ze čtyř nejlepších sportovních profesionálních soutěží (Big Four, NFL, NHL, NBA a MLB) má Texas zastoupení ve všech. V National Football League to jsou kluby Dallas Cowboys a Houston Texans, v NHL klub Dallas Stars, v Major League Baseball Texas Rangers a Houston Astros a v NBA kluby Houston Rockets, San Antonio Spurs a Dallas Mavericks. Texaské střední školy a univerzity mají bohatou tradici v atletických sportech.
Texasané ovšem mají rádi také rodeo. První rodeo na světe bylo v Pecosu, horském městečku na západě Texasu. V Houstonu se každým rokem koná Houston Livestock Show and Rodeo, což je největší soutěž rodea na světě. Od roku 2012 hostí Austin závod Formule 1.